# Maledetti scarafaggi
Oggy e i maledetti scarafaggi (Oggy et les cafards), originariamente trasmessa in Italia con il titolo Maledetti scarafaggi, è una serie animata francese creata da Jean-Yves Raimbaud e Olivier Jean-Marie. Viene prodotta da Gaumont Animation e Xilam in coproduzione con France 3, Canal+, Gulli, Canal J, ProSieben (stagione 1) e Cartoon Network Asia (stagioni 4-6). La serie è andata in onda per la prima volta negli Stati Uniti su Fox Family e Fox Kids dal 6 settembre 1998 e in seguito trasmessa in Francia su France 3, poi in Germania su ProSieben nel 1999. Si è conclusa dopo sette stagioni il 30 gennaio 2019. In Italia sono state trasmesse da Mediaset su Italia 1 le prime due stagioni e su Hiro la terza con il titolo Maledetti scarafaggi, mentre dalla quarta alla settima sono state trasmesse su K2 con il titolo Oggy e i maledetti scarafaggi. Ha avuto un grandissimo successo sia di ascolti che di pubblico e critica in Francia, Stati Uniti d'America, India e Italia.
Il cartone, ispirato a Tom & Jerry, ha avuto un grandissimo impatto culturale e un ampio merchandising. Dalla serie sono stati tratti fumetti, un videogioco per mobile e un film omonimo.

## Trama
Oggy è un gatto azzurro antropomorfo che vive nella città di AnimVille, negli Stati Uniti (nelle prime stagioni) e in Francia (nelle ultime) in una casa infestata da tre scarafaggi dispettosi, Joey, Dee Dee e Marky. I tre cercano spesso di depredare il frigorifero di Oggy, il quale con suo cugino Jack finisce puntualmente nei guai, a volte riuscendo anche ad avere la meglio sul malefico trio di insetti. Ogni tanto capita che, gatti e scarafaggi, si alleino per sconfiggere nemici comuni o per aiutarsi in casi imprevedibili.

## Episodi
| Stagione         | Segmenti | Episodi | Prima TV Francia | Prima TV Italia |
| ---------------- | -------- | ------- | ---------------- | --------------- |
| Prima stagione   | 78       | 26      | 1998-1999        | 2001-2002       |
| Seconda stagione | 78       | 26      | 2000-2003        | 2002-2003       |
| Terza stagione   | 39       | 13      | 2008             | 2009            |
| Quarta stagione  | 74       | 26      | 2012-2013        | 2013-2014       |
| Quinta stagione  | 78       | 26      | 2016             | 2016            |
| Sesta stagione   | 78       | 26      | 2017             | 2017            |
| Settima stagione | 78       | 26      | 2018-2019        | 2018-2019       |

La prima e la seconda stagione sono disegnate da Jean-Yves Raimbaud mentre le successive sono disegnate da Olivier Jean-Marie. Le prime tre stagioni sono in formato 4:3; le successive invece sono in 16:9. La sesta stagione è la prima della serie ad essere trasmessa prima in Italia rispetto in Francia.

## Dialoghi
La serie è priva di dialoghi e i personaggi non parlano, ma comunicano attraverso il linguaggio del corpo come: sguardi, risate, pianti, urla, gesti, versi e fischi.

## Personaggi

### Personaggi principali
- Oggy - (st. 1-7) È un paffuto gatto azzurro con gli occhi verdi e vittima preferita dei tre dispettosi scarafaggi. Cerca in tutti i modi di cacciarli via con un acchiappamosche, ma fallisce spesso. Il suo passatempo preferito è guardare la TV e oziare. Ha dei genitori che non vivono più con lui ed è fidanzato con una graziosa gatta bianca di nome Olivia, che sposerà nell'ultimo episodio della quarta stagione Oggy si sposa. A differenza delle altre, la casa di Oggy ha il tetto viola. Il gatto nella prima e seconda stagione ha Jack come coinquilino; dalla terza stagione vive da solo con gli scarafaggi. Ha un Volkswagen Maggiolino arancione (in tedesco e anche in altre lingue questa automobile è chiamata "scarafaggio" rendendo più chiara la motivazione del perché ha questa vettura). Molte volte Oggy non deve fare solo i conti con gli scarafaggi, ma con strani oggetti o animali che si ritrova molto spesso fuori casa o nel suo giardino. Indossa dei guanti, il suo naso si può staccare e può fare il rumore di una trombetta.
- Jack - (st. 1-7) È un grosso gatto di colore verde e il cugino di Oggy, nonché il suo migliore amico. Anche lui è una vittima dei tre scarafaggi e si arrabbia spesso con Oggy perché quest'ultimo non riesce a sbarazzarsene. Jack si sente più abile del cugino nel cacciare i tre insetti, ma fa figuracce ben peggiori. Dimostra anche di essere un pallone gonfiato e di avere grandi manie di protagonismo. Un esempio di questa sua grande boria è nell'episodio Il dittatore, dove comincia a imporsi troppo nella casa di Oggy, comportandosi come se fosse solo lui il padrone di casa, ma verrà sconfitto da Oggy e dagli scarafaggi alleatisi contro di lui e verrà da questi condannato a distruggere le numerose statue che lo raffigurano. Non ha un'automobile come suo cugino ma un Monster Truck color verde chiaro con delle fiamme arancioni, bianche, rosse e gialle. Nell'episodio Novelli sposi si sposa con una cagnolina, ma gli scarafaggi riescono dopo molti tentativi a farlo divorziare. Come visto nell'episodio Guardiani del faro e nello speciale Oggy si sposa ha le vertigini, ha anche paura del buio. Non indossa i guanti ma come Oggy ha il naso che si può staccare e fare il suono di una trombetta.
- Joey - (st. 1-7) È il capo dei tre scarafaggi e nonostante sia il più basso, è il più grande per età. Ha la testa viola, il corpo viola chiaro o rosa, l'occhio sinistro giallo e il destro rosso (quindi è affetto da eterocromia fisica). Nato il 15 giugno 1991, è estremamente testardo. Spesso Dee-Dee e Marky lo prendono in giro: se la derisione è pesante o lo fanno senza motivo Joey interviene subito con uno schiaffetto. Nell'episodio La guerra dei bottoni Oggy lo attira con una banconota e lo cattura assieme ai suoi fratelli, per far sparire un brufolo ad Olivia grazie ad un centrifugato di zucchine e scarafaggi, il che fa capire quanto sia attaccato al denaro. Il suo nome è ispirato a quello di Joey Ramone[7].
- Dee-Dee - (st. 1-7) È fisicamente il più grasso e lento dei tre scarafaggi ma anche il più forte. Ha la testa arancione, il corpo blu scuro o viola, gli occhi verdi e un appetito insaziabile. Quando si tratta di cibo non lo ferma nessuno soprattutto se si tratta di salsicce. Quando lui e Marky sono stufi degli ordini di Joey lo massacrano insieme, cosa che succede più frequentemente nella quarta stagione, anche se poi Joey continua ad avere il controllo. Il suo nome è ispirato a quello di Dee Dee Ramone[7].
- Marky - (st. 1-7) È il più alto dei tre scarafaggi. Ha la testa verde, il corpo grigio e gli occhi rossi ed è il più veloce tra i tre. A differenza degli altri scarafaggi lui è il meno leale come membro ma anche il meno indipendente perché di solito sono gli altri due che prendono le decisioni su come effettivamente formulare piani. Nella quarta stagione si fa condizionare da Dee Dee quando quest'ultimo trova i piani di Joey strani. Nell'episodio Gelosia, si intravede un muro con le foto di tutte le donne da lui conquistate, cosa che fa intendere che sia un donnaiolo nonostante abbia già fatto colpo sull'ex fidanzata di Oggy. Nell'episodio La guerra dei bottoni si scopre che ama la disco music, poiché la trappola di Oggy per attirarlo è una mini-discoteca. In alcuni episodi gli piace anche suonare la chitarra o il tamburo. È anche molto sportivo, gli piace per esempio andare sullo skate o sulla tavola da surf come rivelato in alcuni episodi della terza e quarta stagione. Il suo nome è ispirato a quello di Marky Ramone[7].
- Bob - (st. 1-7) È un grosso, burbero e prepotente bulldog marrone con un collare a punte attorno al collo, vicino di casa di Oggy. Dato che non sopporta i gatti, se vede Oggy e Jack in casa sua o nel suo giardino o magari combinano disastri che lo coinvolgono diventa molto aggressivo e li malmena in pochissimo tempo ma in alcuni casi li aiuta contro i tre scarafaggi anche se a volte ne esce come vittima e, come Jack, ha molta paura del buio. Spesso prende in giro Oggy e lo deride e in alcuni casi lo fa anche con Jack. Ha un'auto simile a quella di Oggy (anche se nell'episodio Sport d'acqua ha una Smart Fortwo fucsia). Fa la sua prima apparizione nell'episodio Il biglietto della lotteria. Ha una controparte umana e ha un arcinemico di nome Pit.
- Olivia - (st. 4-7) È una gatta bianca con un fiocco giallo in testa. È la fidanzata di Oggy e viene introdotta nella quarta stagione. Nonostante a volte persino lei cerchi di schiacciare gli scarafaggi, è l'unica ad amare questi ultimi ed è molto protettiva verso di loro, soprattutto verso Joey, il quale, anche se si rifiuta di ammetterlo, si è molto affezionato a lei. Diventa la moglie di Oggy nell'episodio  "Oggy si sposa". A differenza delle altre, la casa di Olivia ha il tetto color magenta e vari fiori alle finestre. Per lei l'aspetto fisico è molto importante infatti nell'episodio "La guerra dei bottoni" le appare un brufolo in testa, cade in depressione e viene derisa da Bob. Ha un'auto gialla simile a quella di Oggy. Ha come nemica uno scarafaggio femmina di nome Lady K.

### Personaggi secondari
- Monica - (st. 2-3, guest 7) È la sorella gemella di Oggy. Ha due trecce bionde e indossa dei pattini a rotelle.
- Lady K - (st. 4) Scarafaggio femmina di colore giallo, è la nemesi di Olivia. Joey, Dee-Dee e Marky sono innamorati di lei. In un episodio della quinta stagione lascia un biglietto a Joey sul quale c'è scritto che è partita per un lungo viaggio senza ritorno per giustificare il fatto che è stata rimossa dalla serie a causa del suo poco successo. Tuttavia ritorna in un episodio della settima stagione e diventa amica di Olivia.
- Malvagia - (st. 1-6) Una strega. Nonostante il suo status e il nome non è cattiva e molto spesso aiuta Oggy. Molte volte i suoi oggetti magici finiscono nel giardino del gatto e la maggior parte delle volte sono gli scarafaggi stessi a usarli per primi.
- Pit - (st. 6) Un grosso pitbull grigio. Arcinemico di Bob, i due si danno spesso battaglia alla prima occasione che capita e in un episodio dell'ottava stagione fanno squadra contro Oggy e Jack in un incontro di tennis ma perdono duramente.
- Oppy e Ocilia - (st. 4, guest 7) I genitori di Oggy. Oppy somiglia molto a suo figlio a parte per i baffi, il pelo più scuro e gli occhi storti mentre Ocilia ricorda molto Olivia.

## Trasmissione
La serie è andata in onda su Francia su France 3 dal 6 settembre 1999 al 30 gennaio 2019, con passaggi anche su Canal+ Family. Negli Stati Uniti, il cartone è stato trasmesso per la prima volta in assoluto su Fox Family Channel e Fox Kids a partire dal 6 settembre 1998. È poi ritornata nel 2015 su Nickelodeon con la trasmissione della quarta stagione.
In Italia i diritti delle prime tre stagioni sono stati acquistati da Mediaset e sono state trasmesse con il titolo Maledetti scarafaggi. Le prime due stagioni sono andate in onda su Italia 1 rispettivamente dal 17 settembre 2001 e nel 2002 nei contenitori Ciao Ciao e Bim Bum Bam in puntate da 22 minuti, raggruppanti tre episodi ciascuna, salvo essere successivamente replicate in seguito seguendo lo stile originale. La terza stagione è stata invece trasmessa in Italia dal 22 luglio 2009 su Hiro. I diritti della quarta stagione sono stati invece acquistati da Discovery Italia e dal 30 giugno al 16 luglio 2013 è stata trasmessa su K2 con il titolo Oggy e i maledetti scarafaggi. Anche nell'edizione di K2 gli episodi sono stati raggruppati in puntate da 22 minuti circa.
Da gennaio 2015 i diritti della prima e seconda stagione vengono acquistati da Discovery Italia e vengono trasmessi da K2 e Frisbee con il titolo Oggy e i maledetti scarafaggi e con la sigla e i titoli originali. A giugno 2015 su Frisbee e dal 2016 anche su K2 vengono trasmessi anche gli episodi della terza stagione sempre col titolo Oggy e i maledetti scarafaggi e con la sigla e i titoli originali.
Dal 20 febbraio 2017 su K2 e Frisbee va in onda la ritrasmissione della terza stagione con il titolo di Oggy Forever, che contiene alcune modifiche rispetto alla prima trasmissione. Dal 16 maggio 2017 va in onda sempre su K2 la sesta stagione della serie ancora con il titolo Oggy Forever che contiene remake della prima e seconda stagione della serie. Sono trasmesse inoltre l'11 luglio 2017 su K2 la 1ª, 2ª e 4ª puntata della 5ª stagione col titolo Oggy Forever in uno speciale chiamato Oggy a spasso nel tempo, con gli episodi ambientati in diverse epoche della storia. Dal 9 ottobre sono andati in onda gli episodi inediti e dal 19 marzo 2018 gli episodi della settima stagione inedita.

## Sigle
Nell'edizione originale è presente una sigla di 40 secondi con in sottofondo un tema strumentale ideato da Hugues Lé Bars, mentre nella versione italiana è stata composta una canzone diversa per le prime tre stagioni: è stato utilizzato il brano Maledetti scarafaggi, scritto da Alessandra Valeri Manera, composto da Max Longhi e Giorgio Vanni ed interpretato da quest'ultimo con la partecipazione del Coro dei Piccoli Cantori di Milano e di Pietro Ubaldi.

## Media derivati

### Album
Un album intitolato Oggy et les Cafards: Le Show du Chat è stato pubblicato in Francia in versione CD e DVD il 6 settembre 2010.
Oggy et les Cafards: Le Show du Chat (2010, Sony Music Entertainment)
1. Générique Oggy et les Cafards – 0:39
2. Gaga des Gags d'Oggy – 2:48
3. Interlude « Le Réveil d'Oggy » – 0:19
4. Matez le Matou – 2:19
5. Interlude « Un Chat Bien Botté » – 0:21
6. Love Cats – 3:20
7. Interlude « Jack, un Ami qui vous Veut du Bien » – 0:22
8. Jack le Pote – 2:11
9. Interlude « Cafard-naüm » – 0:19
10. Oggy Rossini – 3:45
11. Interlude « Le Chat Volant » – 0:20
12. Dans l'Œil du Chat – 4:58
13. Interlude « Cat's Woman » – 0:20
14. Pussycat – 3:31
15. Interlude « Blues Cat » – 0:24
16. Oggy le Chat Chou – 1:53
17. Interlude « Cafards à la Playa » – 0:52
18. Le Ragga d'Oggy – 2:54
19. Générique Oggy et les Cafards – 0:42
20. Oggy Never Falls in Love (Bonus in dematerialised version) – 3:36

### Fumetti
Un adattamento a serie a fumetti francese è stata scritta da Diego Aranega e disegnata da Frévin (Sylvain Frécon). La serie è stata pubblicata dal 2010 da Dargaud.
- Plouf, prouf, vrooo! (16 aprile 2010)
- Crac, boum, miaouuuuu! (5 novembre 2010)
- Bip...bip...bip... (23 settembre 2011)

### Rivista
Una rivista dedicata alla serie e intitolata Oggy et les Cafards, le mag (lett. Oggy e i maledetti scarafaggi, Magazine) è stata pubblicata in Francia nel 2009 per due soli numeri, succeduti da un terzo nel 2011.
- n. 1: 11 luglio 2009
- n. 2: 21 ottobre 2009[13]
- n. 3:[14] 14 gennaio 2011[15]

### Videogiochi
Un videogioco per Android e App Store francese dedicato alla serie e intitolato semplicemente Oggy è stato pubblicato sui relativi store l'11 luglio 2013. Dal 2017 il videogioco è disponibile anche nell'App Store italiano.

### Film
Un film d'animazione intitolato Oggy e i maledetti scarafaggi - Il film è stato prodotto da Xilam e France 3 Cinéma sotto la regia di Olivier Jean-Marie e distribuito nelle sale cinematografiche francesi da BAC Films a partire dal 7 agosto 2013. In Italia il film è stato trasmesso il 27 settembre 2014 su K2 e Frisbee. Narra un'avventura di Oggy e dei tre scarafaggi prendendo spunto dall'evoluzione umana, ovvero dalla preistoria fino al futuro.

### Spin off
Sono stati realizzati due spin off: Oggy e i maledetti scarafaggi: Next Generation (disponibile su Netflix) e Oggy Oggy (per bambini in età prescolare).